# Бей-Пайнс (Флорида)
Бей-Пайнс (англ. Bay Pines) — переписна місцевість (CDP) в США, в окрузі Пінеллас штату Флорида. Населення — 3106 осіб (2020).

## Географія
Бей-Пайнс розташований за координатами 27°48′59″ пн. ш. 82°46′40″ зх. д. / 27.81639° пн. ш. 82.77778° зх. д. (27.816314, -82.777745).  За даними Бюро перепису населення США в 2010 році переписна місцевість мала площу 5,38 км², з яких 3,34 км² — суходіл та 2,04 км² — водойми.

## Демографія
Згідно з переписом 2010 року, у переписній місцевості мешкала 2931 особа в 1378 домогосподарствах у складі 750 родин. Густота населення становила 545 осіб/км².  Було 1638 помешкань (305/км²).
Расовий склад населення:
| - 93,9 % — білих - 2,6 % — чорних або афроамериканців - 0,8 % — азіатів - 0,1 % — вихідців з тихоокеанських островів - 0,1 % — корінних американців - 1,1 % — осіб інших рас |

До двох чи більше рас належало 1,4 %. Частка іспаномовних становила 3,5 % від усіх жителів.
За віковим діапазоном населення розподілялося таким чином: 13,4 % — особи молодші 18 років, 59,6 % — особи у віці 18—64 років, 27,0 % — особи у віці 65 років та старші. Медіана віку мешканця становила 52,9 року. На 100 осіб жіночої статі у переписній місцевості припадало 107,1 чоловіків;  на 100 жінок у віці від 18 років та старших — 109,0 чоловіків також старших 18 років.
Середній дохід на одне домашнє господарство  становив 68 704 долари США (медіана — 49 792), а середній дохід на одну сім'ю — 96 666 доларів (медіана — 76 023). Медіана доходів становила 50 604 долари для чоловіків та 38 750 доларів для жінок. За межею бідності перебувало 11,3 % осіб, у тому числі 8,5 % дітей у віці до 18 років та 9,5 % осіб у віці 65 років та старших.
Цивільне працевлаштоване населення становило 1502 особи. Основні галузі зайнятості: освіта, охорона здоров'я та соціальна допомога — 16,1 %, мистецтво, розваги та відпочинок — 14,6 %, виробництво — 13,1 %, будівництво — 11,9 %.